# Привиди Марса (фільм)
«Привиди Марса» (англ. John Carpenter's Ghosts of Mars) — американський художній фільм 2001 року, фантастичний хоррор-бойовик режисера Джона Карпентера.

## Сюжет
Події відбуваються у XXII столітті: планета Марс була терраформована, що дозволило людям ходити по поверхні без скафандрів. Сюжет пов'язаний із поліцейською на ім'я Мелані Баллард (Наташа Генстридж), загін якої відправлений перевезти ув'язненого Вільямса по прізвиську «Спустошення» (Ice Cube). Прибувши у віддалене рудо-промислове містечко, де був спійманий Вільямс, поліцейські виявляють, що населення містечка таємничим чином зникло. У ході розслідування вони з'ясовують, що шахтарі виявили підземні двері, створені стародавньою марсіанською цивілізацією. Коли двері відчинилися, звідти вибралися «примари», безтілесні духи, що захопили тіла шахтарів. Звільнення примар і їх вселення в людські тіла викликали масову різанину: захоплені шахтарі починають вбивати один одного, а також спотворювати свої тіла.
Поліцейським доводиться відбиватися від атакуючих шахтарів, тікати з містечка і намагатися знайти спосіб знищити примар. Але їх спроби посилюються тим фактом, що вбивство «захопленої» людини лише випускає привид на волю, даючи йому шанс вселитися в іншу оболонку. Зрештою, загін вирішує підірвати міський реактор, щоб знищити все живе в окрузі. У результаті бійні в живих залишаються лише Баллард і Вільямс. Не бажаючи здаватися владі, Вільямс вдягає на Баллард наручники та тікає.
Після повернення Баллард допитують представники влади, охочі дізнатися, що трапилося в шахтарському містечку. Поки Баллард відпочиває, на місто нападають зомбі, захоплені примарами. З'являється Вільямс, і вони разом із Баллард починають робити те, що вже вміють — битися з привидами.

## У ролях
| Актор            | Роль                         |
| ---------------- | ---------------------------- |
| Наташа Генстридж | лейтенант Мелані Баллард     |
| Ice Cube         | Джеймс «Спустошення» Вільямс |
| Джейсон Стейтем  | сержант Джеріко Батлер       |
| Клеа ДюВалл      | Башира Кинкейда              |
| Пем Грієр        | командир Хелена Бреддок      |
| Джоанна Кессіді  | доктор Арлін Вітлок          |
| Річард Сетроун   | Великий татко Марс           |
| Розмарі Форсит   | інквізіторша                 |
| Ліам Вейт        | Майкл Дескансо               |
| Двейн Девіс      | Уно                          |
| Лобо Себастьян   | Дос                          |
| Родні А. Грант   | Трес                         |

## Саундтрек
Для створення саундтреку до фільму Джон Карпентер записав кілька синтезаторних мелодій і запросив відомих музикантів (з треш -метал групи Anthrax); гітариста-віртуоза Стіва Ваян; майстерного гітариста Бакетхеда; учасника груп Guns N 'Roses і Nine Inch Nails гітариста Робіна Фінка) для створення енергійних і професійних важких металевих мелодій. Відгуки про саундтреку були змішаними; багато критики відгукнулися позитивно щодо високих стандартів, представлених музикою з її парними риффами металу і відповідних дій, що відбуваються у фільмі, але говорили про «затягнутості» гітарних соло і контрастною різниці між композиціями, використаними у фільмі, і повними треками, а також про відсутність спокійних синтезаторних треків з фільму на CD з саундтреком.
Треклист
1. Ghosts of Mars (3:42) — Стів Вай, Bucket Baker & Джон Карпентер
2. Love Sic (4:37) — Бакетхед, Робін Фінк, Джон Карпентер і Anthrax (Скотт Ієн, Пол Крук, Франк Белла і Чарлі Бенанте)
3. Fight Train (3:16) — Робін Фінк, Елліот Істон і Anthrax
4. Visions of Earth (4:08) — Елліот Істон і Джон Карпентер
5. Slashing Void (2:46) — Елліот Істон і Джон Карпентер
6. Kick Ass (6:06) — Бакетхед, Джон Карпентер & Anthrax
7. Power Station (4:37) — Робін Фінк, Джон Карпентер & Anthrax
8. Can't Let You Go (2:18) — Stone (JJ Garcia, Браян Джеймс і Бред Вільсон), Елліот Істон, Брюс Робб і Джо Робб
9. Dismemberment Blues (2:53) — Елліот Істон, Джон Карпентер & Stone
10. Fightin' Mad (2:41) — Бакетхед і Джон Карпентер
11. Pam Grier's Head (2: 35) — Елліот Істон, Джон Карпентер & Anthrax
12. Ghost Poppin' (3:20) — Steve Vai, Робін Фінк, Джон Карпентер & Anthrax

## Цікаві факти
- Хоча марсіанський денний цикл майже дорівнює земному, більша частина фільму відбувається вночі. Марс показують вдень лише в одній сцені, під час спогадів доктора Вітлок про виявлення марсіанських руїн.
- Велика частина фільму була знята в гіпсовій шахті в Нью-Мексико. Чистий білий гіпс довелося перефарбувати тисячами літрів червоної фарби, щоб відтворити марсіанський ландшафт.
- На роль Баллард спершу найняли актрису Кортні Лав, але після того як їй на ногу наїхала колишня дружина її хлопця, її місце зайняла Наташа Генстридж.
- На роль Вільямса спершу претендував Джейсон Стейтем.
- Поведінка людей, захоплених примарами марсіан, дуже нагадує поведінку Пожирачів з телесеріалу «Світляк» (прем'єра якого відбулася через рік після «Примар Марса») та фільму «Місія Сереніті».